# 尼瓦伊
尼瓦伊（Niwai），是印度拉贾斯坦邦Tonk县的一个城镇。总人口31355（2001年）。

## 人口
该地2001年总人口31355人，其中男性16509人，女性14846人；0—6岁人口5003人，其中男2602人，女2401人；识字率63.50%，其中男性为74.30%，女性为51.50%。